# Frankrigs Grand Prix
Frankrigs Grand Prix (Grand Prix de France) var et Formel 1-løb som, med undtagelse af i 1955, blev arrangeret hvert år fra 1950 til 2008. De sidste 18 år blev løbet kørt på Magny Cours-banen i det centrale Frankrig.

## Vindere af Frankrigs Grand Prix
| År          | Kører                            | Konstruktør        | Bane              | Rapport         |
| ----------- | -------------------------------- | ------------------ | ----------------- | --------------- |
| 2019        | Lewis Hamilton                   | Mercedes           | Paul Ricard       | Rapport         |
| 2018        | Lewis Hamilton                   | Mercedes           | Paul Ricard       | Rapport         |
| 2017 – 2009 | Ikke afholdt                     | Ikke afholdt       | Ikke afholdt      | Ikke afholdt    |
| 2008        | Felipe Massa                     | Ferrari            | Magny Cours       | Rapport         |
| 2007        | Kimi Räikkönen                   | Ferrari            | Magny Cours       | Rapport         |
| 2006        | Michael Schumacher               | Ferrari            | Magny Cours       | Rapport         |
| 2005        | Fernando Alonso                  | Renault            | Magny Cours       | Rapport         |
| 2004        | Michael Schumacher               | Ferrari            | Magny Cours       | Rapport         |
| 2003        | Ralf Schumacher                  | Williams-BMW       | Magny Cours       | Rapport         |
| 2002        | Michael Schumacher               | Ferrari            | Magny Cours       | Rapport         |
| 2001        | Michael Schumacher               | Ferrari            | Magny Cours       | Rapport         |
| 2000        | David Coulthard                  | McLaren-Mercedes   | Magny Cours       | Rapport         |
| 1999        | Heinz-Harald Frentzen            | Jordan-Mugen-Honda | Magny Cours       | Rapport         |
| 1998        | Michael Schumacher               | Ferrari            | Magny Cours       | Rapport         |
| 1997        | Michael Schumacher               | Ferrari            | Magny Cours       | Rapport         |
| 1996        | Damon Hill                       | Williams-Renault   | Magny Cours       | Rapport         |
| 1995        | Michael Schumacher               | Benetton-Renault   | Magny Cours       | Rapport         |
| 1994        | Michael Schumacher               | Benetton-Cosworth  | Magny Cours       | Rapport         |
| 1993        | Alain Prost                      | Williams-Renault   | Magny Cours       | Rapport         |
| 1992        | Nigel Mansell                    | Williams-Renault   | Magny Cours       | Rapport         |
| 1991        | Nigel Mansell                    | Williams-Renault   | Magny Cours       | Rapport         |
| 1990        | Alain Prost                      | Ferrari            | Paul Ricard       | Rapport         |
| 1989        | Alain Prost                      | McLaren-Honda      | Paul Ricard       | Rapport         |
| 1988        | Alain Prost                      | McLaren-Honda      | Paul Ricard       | Rapport         |
| 1987        | Nigel Mansell                    | Williams-Honda     | Paul Ricard       | Rapport         |
| 1986        | Nigel Mansell                    | Williams-Honda     | Paul Ricard       | Rapport         |
| 1985        | Nelson Piquet                    | Brabham-BMW        | Paul Ricard       | Rapport         |
| 1984        | Niki Lauda                       | McLaren-TAG        | Dijon             | Rapport         |
| 1983        | Alain Prost                      | Renault            | Paul Ricard       | Rapport         |
| 1982        | René Arnoux                      | Renault            | Paul Ricard       | Rapport         |
| 1981        | Alain Prost                      | Renault            | Dijon             | Rapport         |
| 1980        | Alan Jones                       | Williams-Cosworth  | Paul Ricard       | Rapport         |
| 1979        | Jean-Pierre Jabouille            | Renault            | Dijon             | Rapport         |
| 1978        | Mario Andretti                   | Lotus-Cosworth     | Paul Ricard       | Rapport         |
| 1977        | Mario Andretti                   | Lotus-Cosworth     | Dijon             | Rapport         |
| 1976        | James Hunt                       | McLaren-Cosworth   | Paul Ricard       | Rapport         |
| 1975        | Niki Lauda                       | Ferrari            | Paul Ricard       | Rapport         |
| 1974        | Ronnie Peterson                  | Lotus-Cosworth     | Dijon             | Rapport         |
| 1973        | Ronnie Peterson                  | Lotus-Cosworth     | Paul Ricard       | Rapport         |
| 1972        | Jackie Stewart                   | Tyrrell-Cosworth   | Charade           | Rapport         |
| 1971        | Jackie Stewart                   | Tyrrell-Cosworth   | Paul Ricard       | Rapport         |
| 1970        | Jochen Rindt                     | Lotus-Cosworth     | Charade           | Rapport         |
| 1969        | Jackie Stewart                   | Matra-Cosworth     | Charade           | Rapport         |
| 1968        | Jacky Ickx                       | Ferrari            | Rouen-Les-Essarts | Rapport         |
| 1967        | Jack Brabham                     | Brabham-Repco      | Le Mans           | Rapport         |
| 1966        | Jack Brabham                     | Brabham-Repco      | Reims             | Rapport         |
| 1965        | Jim Clark                        | Lotus-Climax       | Charade           | Rapport         |
| 1964        | Dan Gurney                       | Brabham-Climax     | Rouen-Les-Essarts | Rapport         |
| 1963        | Jim Clark                        | Lotus-Climax       | Reims             | Rapport         |
| 1962        | Dan Gurney                       | Porsche            | Rouen-Les-Essarts | Rapport         |
| 1961        | Giancarlo Baghetti               | Ferrari            | Reims             | Rapport         |
| 1960        | Jack Brabham                     | Cooper-Climax      | Reims             | Rapport         |
| 1959        | Tony Brooks                      | Ferrari            | Reims             | Rapport         |
| 1958        | Mike Hawthorn                    | Ferrari            | Reims             | Rapport         |
| 1957        | Juan Manuel Fangio               | Maserati           | Rouen-Les-Essarts | Rapport         |
| 1956        | Peter Collins                    | Ferrari            | Reims             | Rapport         |
| 1955        | Ikke arrangeret                  | Ikke arrangeret    | Ikke arrangeret   | Ikke arrangeret |
| 1954        | Juan Manuel Fangio               | Mercedes-Benz      | Reims             | Rapport         |
| 1953        | Mike Hawthorn                    | Ferrari            | Reims             | Rapport         |
| 1952        | Alberto Ascari                   | Ferrari            | Rouen-Les-Essarts | Rapport         |
| 1951        | Luigi Fagioli Juan Manuel Fangio | Alfa Romeo         | Reims             | Rapport         |
| 1950        | Juan Manuel Fangio               | Alfa Romeo         | Reims             | Rapport         |